# ذكرى (رواية)
ذكرى هي إحدى روايات الروائية الأمريكية دانيال ستيل (بالإنجليزية: Remembrance)‏ وهي من الروايات الرومانسية.

## نبذة قصيرة
تدور أحداث الرواية عن اميرة ايطالية تتعرض حياتها للانهيار في الحرب العالمية الثانية و تذهب إلى مانهاتن لتبدأ حياة جديدة حيث لم تعد حياتها القديمة الا مجرد ذكرى.